# Митиленское восстание
Митиленское восстание — попытка Митилены (о. Лесбос) выйти из состава Делосского союза во время Пелопоннесской войны.

## Предшествующие события
Город Митилена, располагавшийся на острове Лесбос, в 428 г. до н. э. решил выйти из состава Делосского союза. Основным мотивом мятежа было желание господствовать над всем островом. Этому решению способствовало то, что Афины жестоко страдали от разразившейся эпидемии, а также то, что спартанцы начали очередное опустошительное вторжение в Аттику.
Идея восстания была поддержана всеми городами Лесбоса, кроме Мефимны. Митиленцы приступили к постройке дамбы, окружающей гавань, городской стены и начали постройку кораблей. Из Понта ожидалась помощь лучниками, хлебом и другими запасами.
Однако сторонники афинян на Тенедосе, в Мефимне и самой Митилене предупредили Афины о готовящемся восстании. Афиняне, испытывавшие все ужасы эпидемии и плотно увязшие в Пелопоннесской войне, вначале не хотели верить в известия о восстании сильного города, но затем отправили послов с задачей убедить лесбосцев отказаться от объединения городов и военных приготовлений. Поскольку послы не справились со своей задачей, то для предотвращения отпадения Лесбоса были предприняты самые серьёзные меры: на Лесбос была отправлена эскадра в составе 40 кораблей (они предназначались для боевых действий в пелопоннесских водах) под командованием Клеиппида, которая должна была атаковать Митилену во время празднества в честь Аполлона Малоентского. В случае успеха афиняне смогли бы захватить митиленцев, справляющих празднество всем населением вне города, врасплох и захватить город. В ином случае — предъявить ультиматум о выдаче кораблей и срытии стен и при отказе — начать войну. Афиняне задержали десять митиленских триер, пришедших к ним согласно союзному договору, а их экипажи интернировали. Однако митиленцы были вовремя предупреждены обо всём, не вышли на празднество, поставили охрану у стен и гавани, окружили частоколом незаконченные сооружения.

## Ход боевых действий
Афинская эскадра не смогла застичь митиленцев врасплох. Военачальники афинян выдвинули митиленцам ультиматум, который был отклонён. Митиленская эскадра вышла из гавани навстречу афинской, но была оттеснена назад. Островитяне предложили переговоры, на которые афинские военачальники согласились, так как считали себя недостаточно сильными для войны против всего острова. Было заключено перемирие, и в Афины отправились митиленские послы, чтобы заверить афинян в своей лояльности и постараться убедить их отозвать свой флот на приемлемых условиях. Другое их посольство тайком отправилось в Спарту просить помощи. После речи митиленских послов Лесбос был официально принят в Пелопоннесский союз, а спартанцы и их союзники начали готовить войско для атаки Афин одновременно с суши и моря.
После того, как переговоры в Афинах окончились неудачей, Митилена и почти весь Лесбос решил начать войну. Афинянам остались верными Мефимна, а также острова Имброс и Лемнос. Сделав вылазку против афинского лагеря и потерпев поражение, митиленцы отказались от нападений на афинян, пока не получат помощи. Афиняне в свою очередь укрепились в двух лагерях и заблокировали обе митиленские гавани. Ввиду своей малочисленности афинское войско не могло занять весь остров.
Афиняне, поняв, что смелые действия Спарты обусловлены уверенностью в слабости Афин, предприняли внушительную демонстрацию своих сил. Был дополнительно укомплектован новый флот в сто кораблей, который прошёл вдоль побережья Пелопоннеса, атакуя земли противника. Одновременно афинская эскадра в 30 кораблей опустошала земли периэков. В то же время сто кораблей несли охрану Аттики, Эвбеи и Саламина.
Таким образом, в море одновременно находились двести пятьдесят кораблей с экипажами. Это был верх могущества афинского флота. Устрашённые этой демонстрацией, спартанцы отозвали своё войско, уже находившееся на Истме.
На Лесбосе с переменным успехом протекали военные действия между митиленцами и мефимнейцами. Под Митилену прибыло афинское подкрепление в тысячу гоплитов под командованием стратега Пахета, которое окружило город непрерывной стеной со сторожевыми укреплениями, заблокировав Митилену плотным кольцом осады. Тогда же афинянам пришлось внести чрезвычайный налог в 250 талантов для покрытия значительных военных издержек.
Вместо помощи на Митилену из Пелопоннеса прибыл лишь один спартанский военачальник Салеф. Обещания помощи приободрили митиленцев и затянули их капитуляцию.
На следующий год спартанцы отправили на Лесбос эскадру в 42 корабля под командованием Алкида, а их сухопутная армия в очередной раз вторглась в Аттику. Не дождавшись прихода пелопоннесской эскадры, митиленцы сдались, когда у них закончились запасы продовольствия. Этому способствовало то, что митиленцы, получив от спартанцев тяжёлые доспехи для вылазки, потребовали у властей разделить имевшийся хлеб поровну либо заключить мир с Афинами.
Ввиду ультиматума народом митиленские власти заключили с Пахетом перемирие на следующих условиях: митиленцы впускают в свой город афинские войска и отправляют послов в Афины, и до возвращения послов Пахет не должен никого арестовывать, обращать в рабство и убивать. Однако главные сторонники Спарты, опасаясь за свою судьбу, бежали к алтарям богов. Пахет, арестовав их, пообещал им безопасность и отправил на Тенедос ожидать вердикта афинян.
Пахет также отправил в Антиссу сорок триер и привёл город к покорности.
Сорок пелопоннесских триер, потеряв много времени в своих водах, прибыли на Делос и там узнали о капитуляции Митилены. Желая удостовериться в потере Митилены, пелопоннессцы прибыли в Эмбату через восемь дней после сдачи Митилены. Не рискнув предпринять что-либо против сильного афинского флота, спартанский наварх Алкид прибыл к Эфесу и, замеченный там афинскими кораблями, бежал на Пелопоннес. Пахет, безуспешно пытавшийся преследовать их до Патмоса, вернулся на Лесбос и подчинил Пирру и Эрес. Захваченный там спартанец Салеф был отправлен в Афины и там сразу казнён.

## Суд над Митиленой в Афинах
В Народном Собрании в Афинах раздражённые восстанием афиняне судили Митилену. Негодование афинян было обусловлено ещё и тем, что пелопоннессцы решили оказать военную помощь восставшим и вообще рискнули предпринять враждебные Афинам действия в подконтрольных им водах (Алкид во время своего похода взял в плен много людей, которые безбоязненно подошли к его кораблям, даже не предполагая, что это могут быть пелопоннессцы). Афиняне постановили казнить не только пленников, привезённых в Афины, но и вообще всё взрослое мужское население Митилены, а детей и женщин продать в рабство. В Митилену с этим решением была отправлена триера.
На следующий день афинян охватило нечто вроде раскаяния за своё чрезмерно жестокое решение. Митиленские послы и их афинские друзья убедили афинские власти повторно обсудить митиленский вопрос в Собрании. Вождь афинских демократов Клеон произнёс речь о недопустимости смягчения участи восставших для недопущения впредь аналогичных действий союзников. Следом выступил Диодот, за день до этого выступавший за помилование митиленцев. После повторного голосования с небольшим преимуществом верх взяло предложение Диодота о наказании только тех виновников восстания (числом около тысячи), которых Пахет отправил в Афины. Было постановлено: виновников восстания казнить, стены Митилены срыть, а митиленские корабли передать Афинам. Весь остров Лесбос (кроме области Мефимны) был разделён на три тысячи участков (десятая их часть посвящалась богам) и раздавалась афинским клерухам, а обрабатывавшие из лесбосцы должны были ежегодно уплачивать афинянам по две мины арендной платы. Владения Митилены в Малой Азии также передавались афинянам.
Вторая триера была поспешно отправлена вслед первой с примерно суточной задержкой. Моряки спешили (им была обещана щедрая награда) и прибыли в Митилену почти вовремя — приговор уже был оглашён, но ещё не был приведён в исполнение.

## Итоги восстания
Подавление восстания на Митилене привело к тому, что устрашённые афинские союзники долго хранили верность Афинам, даже после увеличения фороса вдвое. Во время митиленских событий пелопоннессцы впервые отважились бросить вызов афинянам в их водах. Это был также последний эпизод, когда Афинам удалось вывести в море сразу столько кораблей. Через десять лет Спарта развязала войну против Афин в Ионии.